# Calvià
Calvià (em catalão e oficialmente; em castelhano: Calviá) é um município da Espanha na ilha de Maiorca, província e comunidade autónoma das Ilhas Baleares. Tem 145 km² de área e em 2021 tinha 51 567 habitantes (densidade: 355,6 hab./km²).

## Demografia
| Variação demográfica do município entre 1991 e 2004 [carece de fontes?] | Variação demográfica do município entre 1991 e 2004 [carece de fontes?] | Variação demográfica do município entre 1991 e 2004 [carece de fontes?] | Variação demográfica do município entre 1991 e 2004 [carece de fontes?] |
| ----------------------------------------------------------------------- | ----------------------------------------------------------------------- | ----------------------------------------------------------------------- | ----------------------------------------------------------------------- |
| 1991                                                                    | 1996                                                                    | 2001                                                                    | 2004                                                                    |
| 20982                                                                   | 28748                                                                   | 35977                                                                   | 42614                                                                   |